# Bouygues Télécom
La Bouygues Télécom (pron. [bwiɡ teleˈkɔm]) è una compagnia telefonica francese, parte del gruppo Bouygues.
È membro dell'Istituto europeo per le norme di telecomunicazione (ETSI).

## Storia
Nel 2005, il Conseil de la Concurrence, organo di vigilanza francese, trovò che la compagnia,  tra il 1997 e il 2003, in accordo con SFR e Orange, aveva agito contro gli interessi dei consumatori e dell'economia condividendo informazioni confidenziali, secondo un comportamento finalizzato a ridurre l'intensità della concorrenza tra i tre operatori telefonici. 
Le tre imprese riconosciute responsabili di comportamenti contrari alla concorrenza sono state collettivamente multate per un totale di 535 milioni di euro, di cui 220 milioni comminati a SFR, 256 a Orange SA e 58 a Bouygues Télécom.
Nel novembre 2007 la compagnia chiese alla corte la cancellazione della decisione.